# Klein-Jeuk
Klein-Jeuk is een gehucht van Jeuk, een deelgemeente van Gingelom in de Belgische provincie Limburg.
Het gehucht is gelegen ten westen van de dorpskom van Jeuk. De taalgrens loopt zo'n anderhalve kilometer ten zuiden van Klein-Jeuk.

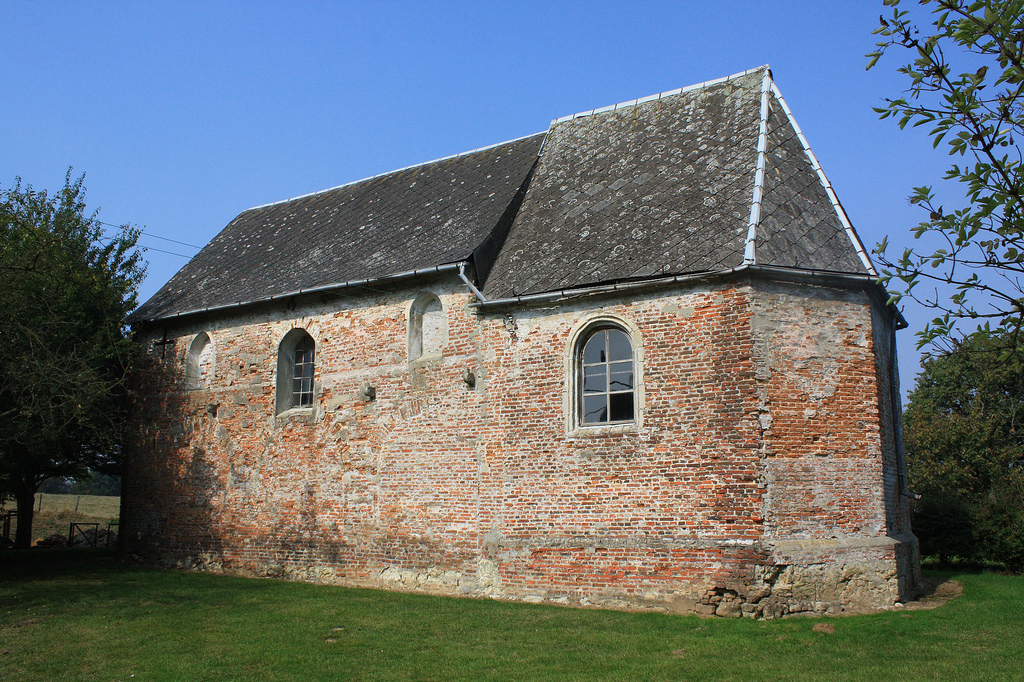
Onze-Lieve-Vrouw van Klein-Jeukkapel

Klein-Jeuk is gelegen in Droog-Haspengouw. Het omliggende landschap wordt gekenmerkt door een glooiend reliëf en de vruchtbare gronden zijn uitermate geschikt voor akkerbouw. De hoogte in dit gebied varieert tussen de 100 en 115 meter. In het gehucht ontspringt eveneens de Voortbeek, een zijloop van de Cicindria.
Centraal in het gehucht bevindt zich de Onze-Lieve-Vrouw van Klein-Jeukkapel. De oudste delen van deze voormalige parochiekerk gaan terug tot de twaalfde eeuw. Het gebouw is opgetrokken in baksteen en afgewerkt met kalk- en mergelsteen.

## Nabijgelegen kernen
Jeuk, Borlo, Roost